# Persische Trughornviper
Die Persische Trughornviper (Pseudocerastes persicus) ist eine Art der Gattung der Trughornvipern (Pseudocerastes) innerhalb der Vipern (Viperidae). Sie ist über Teile der Arabischen Halbinsel bis nach Afghanistan, Pakistan und Indien verbreitet.

## Merkmale
Die Persische Trughornviper erreicht eine durchschnittliche Länge von 60 bis 70 cm und eine Maximallänge von bis zu 80 cm. Die Grundfarbe reicht von grau über gelbgrau bis zu graubraun. Auf dem Rücken haben die Tiere eine Zeichnung aus dunklen Querbalken, die allerdings individuell auch sehr undeutlich sein können. Die Kopfoberseite kann eine dezente Sprenkelung aufweisen, von der Schläfe zieht sich ein dunkles Band über die Augen bis zum Mundwinkel. Die Bauchseite ist hell, meistens grauweiß mit einer leichten Fleckung.
Der sehr breite Kopf ist deutlich vom Hals abgesetzt und hat die Form eines Dreiecks. Die Augen sind klein und besitzen vertikale, ellipsenförmige Pupillen. Oberhalb der Augen sind kleine Hörner ausgebildet, die im Gegensatz zu denen der Afrikanischen Hornvipern (Cerastes) mit mehreren Schuppen bedeckt sind. Die Nasenlöcher sitzen sehr weit oben an der Schnauze und öffnen sich auch nach oben.
Die Kopfoberseite ist von vielen ungleichmäßigen und gekielten Schuppen bedeckt. Unterhalb der Augen befinden sich drei Reihen von Unteraugenschilden (Supraocularia), darunter liegen 13 Oberlippenschilde (Supralabialia). Die Rückenschuppen des Körpers sind ebenfalls stark gekielt, die Flankenschuppen dagegen ungekielt. Um die Körpermitte liegen zwischen 23 und 25 Schuppenreihen während die nahe verwandten P. fieldi nur 21 bis Reihen aufweist. Die Unterschwanzschilde (Subcaudalia) sind geteilt.

## Verbreitung und Lebensraum

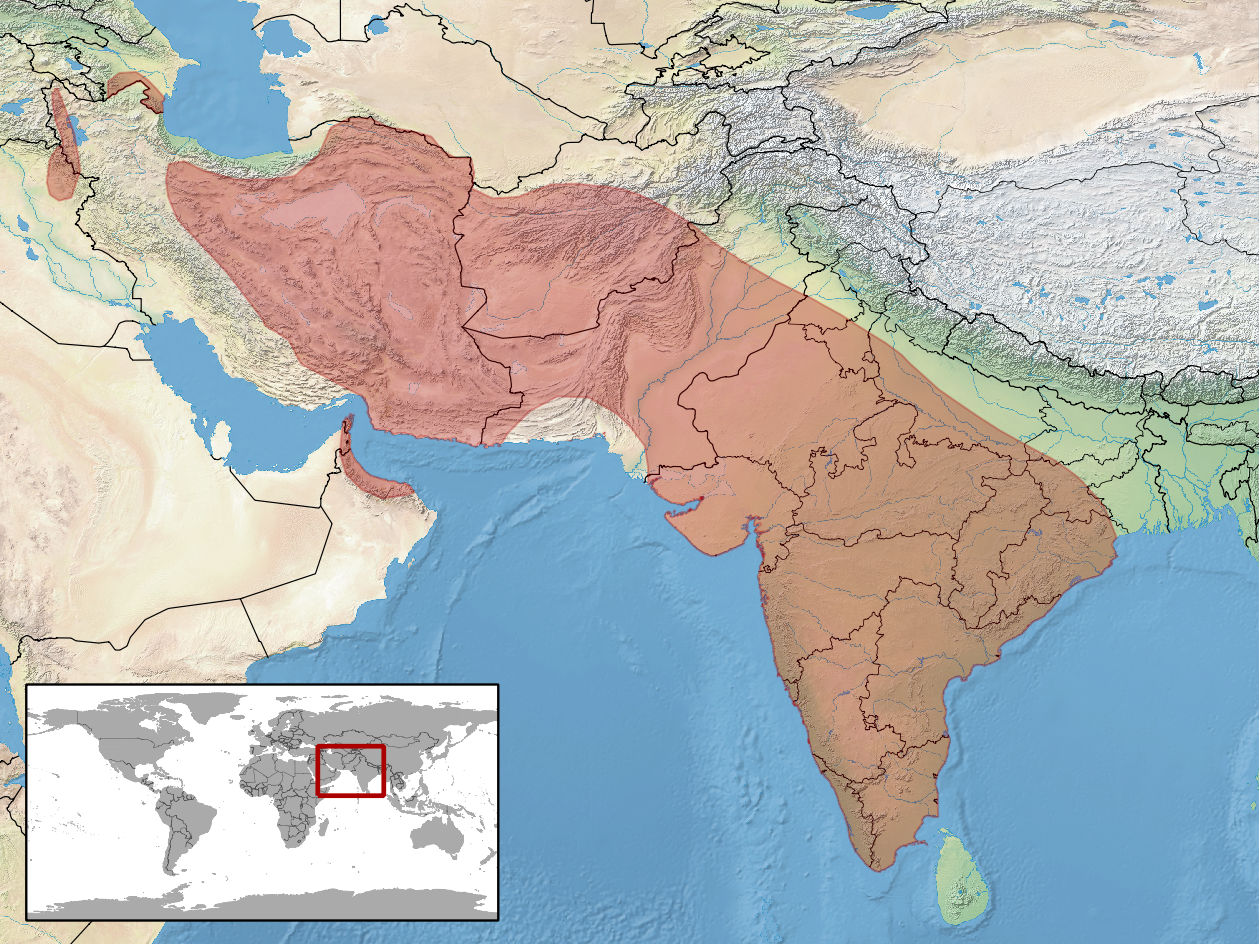
Verbreitungsgebiet der Persischen Trughornviper nach Angaben der IUCN

Die Persische Trughornviper ist in den Wüsten- und Halbwüsten vom nördlichen Iran und Irak über Teile der Arabischen Halbinsel bis nach Afghanistan, Pakistan und Indien verbreitet. Das Verbreitungsgebiet der P. fieldi schließt sich westlich in Israel, Jordanien und dem Libanon an.
Als Lebensraum bevorzugen die Tiere Halbwüsten mit sandigem Boden sowie Geröllflächen mit wenig Vegetation. Als Verstecke werden Felsspalten und Kleinsäugerbauten genutzt.

## Lebensweise
Die Persische Trughornviper ist vor allem im Frühjahr teilweise tagaktiv, im Sommer und Herbst dagegen vorwiegend nachtaktiv. Sie ernährt sich vor allem von Kleinsäugern wie Mäusen und Ratten sowie von anderen Kleintieren wie Vögeln und Echsen. Ihre Fortbewegung erfolgt schlängelnd oder seitenwindend. Bei Bedrohung flieht die Schlange oder faucht laut, beißt aber vergleichsweise selten.
Sie ist eierlegend (ovipar) und legt 11 bis 21 Eier. Die Paarung erfolgt im Mai bis Juni, die Eiablage im August und die Jungschlangen schlüpfen Anfang September.

## Systematik
Die Persische Trughornviper ist eine von drei heute anerkannten Arten innerhalb der Trughornvipern (Pseudocerastes). Sie wurde lange Zeit als einzige Art der Gattung angesehen, heute werden jedoch zusätzlich die ehemalige Unterart Pseudocerastes fieldi und die 2006 neu beschriebene Spinnenschwanzviper (Pseudocerastes urarachnoides) unterschieden.

## Schlangengift
Das Gift der Persischen Trughornviper ist stark hämotoxisch, eine ärztliche Behandlung mit einem adäquaten Antivenin ist notwendig.

## Belege
1. ↑  Pseudocerastes persicus in der Roten Liste gefährdeter Arten der IUCN 2013.2. Eingestellt von: Ananjeva, N., Nilson, G., Anderson, S.C., Andrén, C., Tok, V., Ugurtas, I., Sevinç, M., Böhme, W. & Crochet, P.-A., 2009. Abgerufen am 6. Januar 2014.
2. ↑  Pseudocerastes fieldi In: The Reptile Database
3. ↑  H. Bostanchi, S.C. Anderson, H.G. Kami, T.J. Papenfuss: A new species of Pseudocerastes with elaborate tail ornamentation from western Iran (Squamata: Viperidae). Proceedings of the California Academy of Sciences, Fourth Series, Vol. 57 (14); S. 443–450.
4. ↑  Pseudocerastes urarachnoides In: The Reptile Database